# Xiphiagrion truncatum
Xiphiagrion truncatum – gatunek ważki z rodziny łątkowatych (Coenagrionidae). Endemit Nowej Gwinei.